# Гопалгандж (округ, Бангладеш)
Гопалгандж (бенг. গোপালগঞ্জ জেলা, англ. Gopalganj District) — округ в центральной части Бангладеш, в области Дакка. Образован в 1984 году из части территории округа Фаридпур. Административный центр — город Гопалгандж. Площадь округа — 1490 км². По данным переписи 2001 года население округа составляло 1 132 046 человек. Уровень грамотности взрослого населения составлял 38,2 %, что немного ниже среднего уровня по Бангладеш (43,1 %). 63,61 % населения округа исповедовало ислам, 35,13 % — индуизм, 1,2 % — христианство.

## Административно-территориальное деление
Округ делится на 5 подокругов:
1. Гопалгандж-Садар (Гопалгандж)
2. Кашиани (Кашиани)
3. Коталипара (Коталипара)
4. Муксудпур (Муксудпур)
5. Тонгипара (Тонгипара)